# Pterolepis riedeliana
Pterolepis riedeliana är en tvåhjärtbladig växtart som beskrevs av Célestin Alfred Cogniaux. Pterolepis riedeliana ingår i släktet Pterolepis och familjen Melastomataceae. Inga underarter finns listade i Catalogue of Life.